# IC 320
IC 320 је спирална галаксија у сазвјежђу Персеј која се налази на листи објеката дубоког неба у Индекс каталогу.
Деклинација објекта је + 40° 47' 21" а ректасцензија 3h 25m 59,2s. Привидна величина (магнитуда) објекта IC 320 износи 14,3 а фотографска магнитуда 15,1. IC 320 је још познат и под ознакама UGC 2732, MCG 7-8-7, CGCG 541-6, PGC 12819.